# Poliplopia
Poliplopia é o termo específico usado principalmente pela oftalmologia para descrever a percepção de três ou mais imagens de um único objeto.  
A poliplopia é a característica mais frequente em doenças como Ceratocone. 